# Makara Lajos
Makara Lajos (Pápa, 1862. március 20. – Kolozsvár, 1915. november 5.) magyar orvos, sebész, egyetemi tanár.

## Életpályája
Szülei: dr. Makara György (1822–1893) orvos és Lóskay Mária (1839–1934) voltak. A középiskolát Pápán kezdte, majd Sopronban érettségizett (1879). Orvosi tanulmányait a budapesti egyetemen végezte el 1884-ben. Két évig Lenhossék József (1885–1887), majd nyolc évig Kovács József gyakornoka és segéde volt. 1898-ban egyetemi magántanári képesítést szerzett. 1905-től Kolozsváron a sebészet nyilvános rendes tanára volt. Az első világháborúban főtörzsorvos volt.
A sebészi anatómia terén és a preparatív műtéti technika kidolgozásában vannak érdemei. Tanulmányai szakmai folyóiratokban jelentek meg.

## Művei
- Az emlőrák sebészi kezelésének mai állása (Budapest, 1897)
- A végtagok sebészeti betegségeinek gyógyítása (Budapest, 1905)
- Jegyzetek az appendicitisről (Különlenyomat a "Lechner emlékkönyv"-ből, Kolozsvár, 1915)